# Pocitos del Balcón
Pocitos del Balcón är en ort i Mexiko.   Den ligger i kommunen Ajuchitlán del Progreso och delstaten Guerrero, i den södra delen av landet, 240 km sydväst om huvudstaden Mexico City. Pocitos del Balcón ligger 2 619 meter över havet och antalet invånare är 396.
Terrängen runt Pocitos del Balcón är bergig norrut, men söderut är den kuperad. Pocitos del Balcón ligger uppe på en höjd. Runt Pocitos del Balcón är det glesbefolkat, med 18 invånare per kvadratkilometer. Pocitos del Balcón är det största samhället i trakten. I omgivningarna runt Pocitos del Balcón växer i huvudsak blandskog.